# Athysanus flavicans
Athysanus flavicans är en insektsart som beskrevs av Ivanoff 1885. Athysanus flavicans ingår i släktet Athysanus och familjen dvärgstritar. Inga underarter finns listade i Catalogue of Life.